# Fågelvintjärnen, Västerbotten
Fågelvintjärnen är en sjö i Vindelns kommun i Västerbotten och ingår i Umeälvens huvudavrinningsområde.